# كيتشي هارا
كيتشي هارا (باليابانية: 原恵一؛ بالكانا: はら けいいち) هو رسام رسوم متحركة وكاتب سيناريو ومخرج ياباني، ولد في 24 يوليو 1959 في تاتيباياشي في اليابان.

## وصلات خارجية
- كيتشي هارا على موقع IMDb (الإنجليزية)
- كيتشي هارا على موقع ألو سيني (الفرنسية)
- كيتشي هارا على موقع ميوزك برينز (الإنجليزية)
- كيتشي هارا على موقع أول موفي (الإنجليزية)
- كيتشي هارا على موقع قاعدة بيانات الفيلم (الإنجليزية)
- كيتشي هارا على موقع كينوبويسك (الروسية)
- كيتشي هارا على موقع ANN person (الإنجليزية)